# St. Marien und Bartholomäi (Harsefeld)

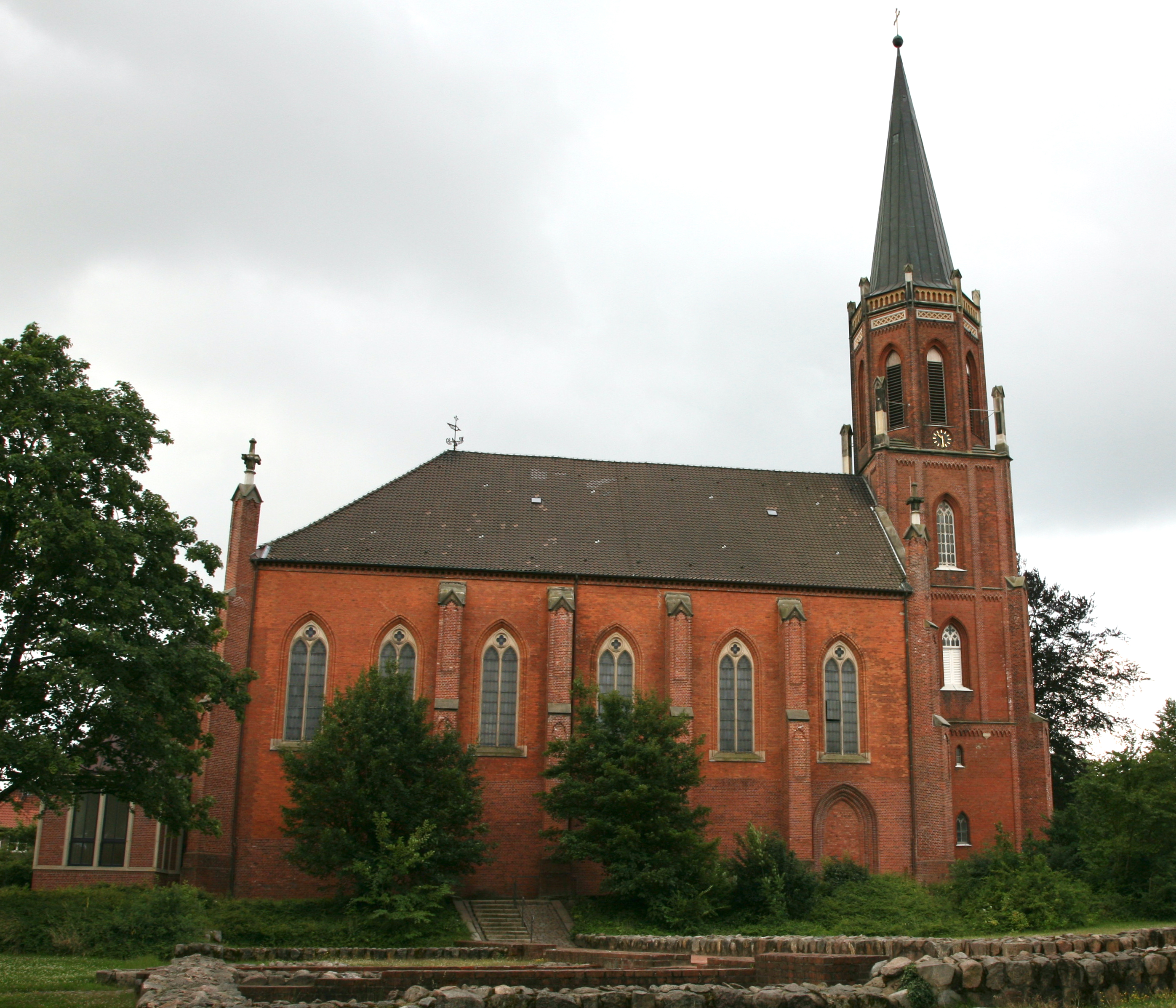
St. Marien und Bartholomäi

Die evangelisch-lutherische Kirche St. Marien und Bartholomäi steht in Harsefeld, einem Flecken im Landkreis Stade von Niedersachsen. Die Kirchengemeinde gehört zum Kirchenkreis Buxtehude im Sprengel Stade der Evangelisch-lutherischen Landeskirche Hannovers.

## Beschreibung

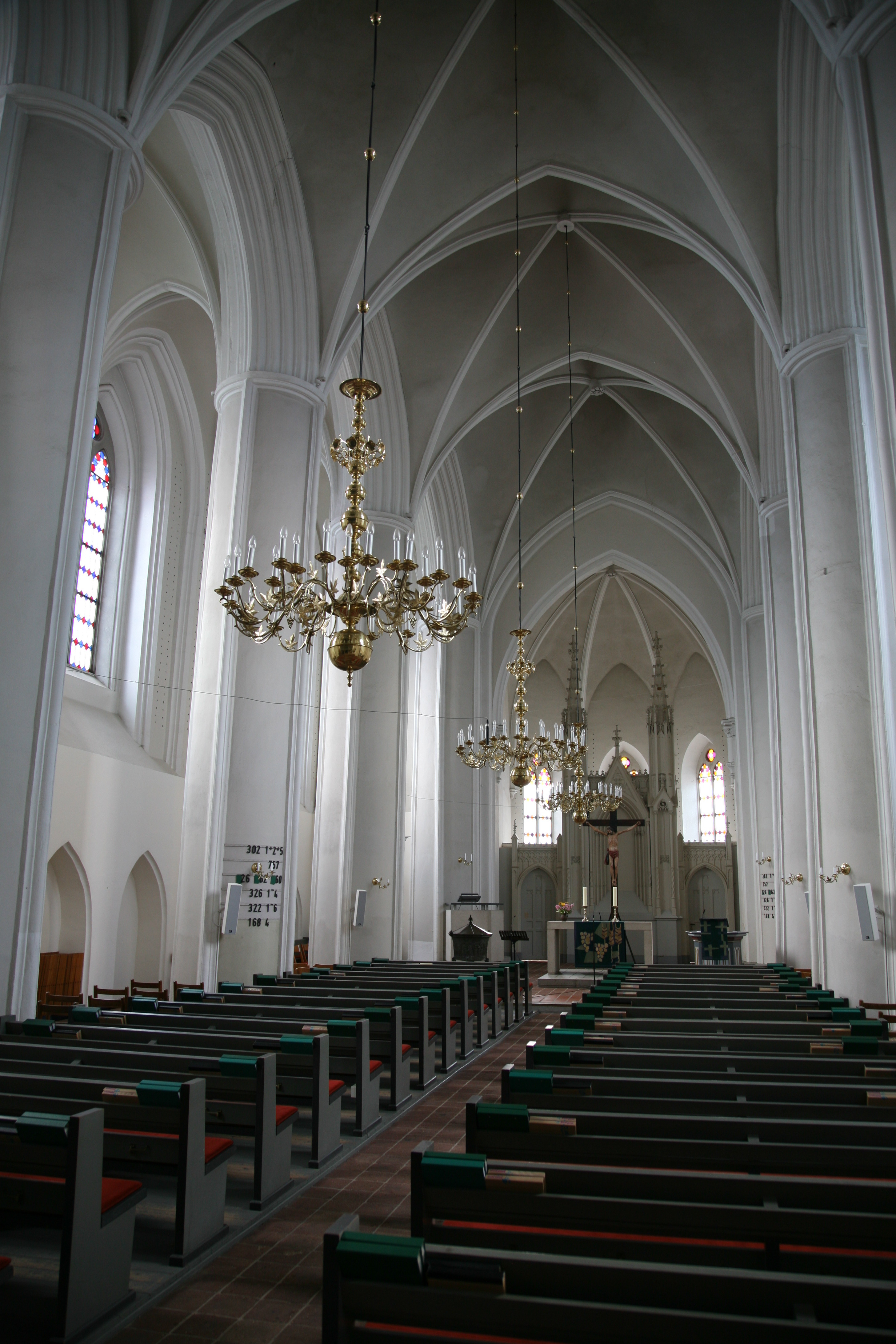
Innenraum

Eine Burg und eine Kirche wurde 969 von Heinrich von Stade erbaut. Anstelle der Burg wurde ein Kollegiatstift gegründet, das später in ein Benediktinerkloster umgewandelt wurde. Das Kloster Harsefeld wurde 1647 aufgehoben. Die Kirche St. Mariae und Bartholomäi ist die ehemalige Klosterkirche, die Mitte des 14. Jahrhunderts aus Backsteinen erbaut wurde. Für den mittelalterlichen Chor ist eine Grundsteinlegung vor 1445 überliefert.
Die Hallenkirche mit einem breiten Mittelschiff und zwei schmalen Seitenschiffen hat ein Langhaus mit fünf Jochen. Die Wände werden von Strebepfeilern gestützt. Das Mittelschiff und die Seitenschiffe sind jeweils mit Kreuzrippengewölben überspannt. Im Westen des Mittelschiffs sind Reste eines Vorgängerbaues aus der ersten Hälfte des 13. Jahrhunderts vorhanden. Landbaumeister Otto Heinrich von Bonn baute 1739/1740 die Kirche barock um, dabei wurde der Hauptteil des Chors abgebrochen und der Rest zur Sakristei umgewandelt. Der Stader Oberlandbaumeister Ernst Giesewell plante und führte 1856–61 die grundlegende Renovierung des Gesamtbaus in neugotischem Stil aus, wobei er neue Außenwände aufführte sowie einen neuen polygonalen Chor und einen neuen Turm anbaute. Dessen Bau 1860/1861 stiftete Frederick Huth. Gleichzeitig wurden die Wände des Kirchenschiffs einschließlich der Fenster und Portale vollständig erneuert. Die Kirchengemeinde Harsefeld feierte in Anwesenheit König Georgs V. von Hannover, summus episcopus der zuständigen Generaldiözese Bremen-Verden, am 13. Oktober 1861 den ersten Gottesdienst im sanierten Kirchengebäude.

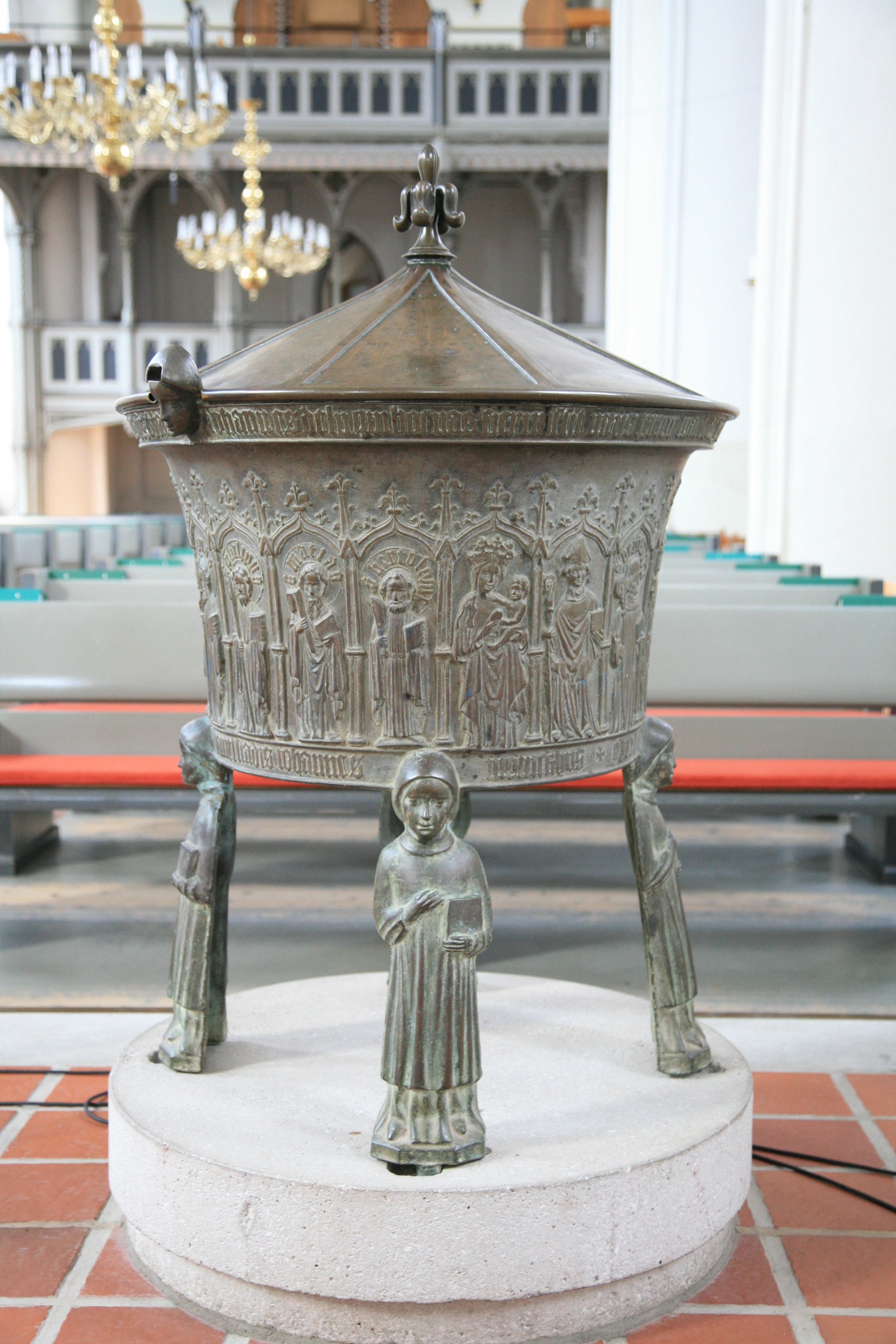
Taufbecken

Im Gegensatz zum neugotischen Äußeren blieb im Innenraum der mittelalterliche Eindruck erhalten. Zwischen dem Mittelschiff und dem ehemaligen Vestibül des Turms befindet sich eine breite Arkade. Als Pendant zum Altar im Westen steht ein neugotischer Orgelprospekt auf der oberen der doppelstöckigen hölzerner Empore. Die Orgel mit 26 Registern, zwei Manualen und einem Pedal wurde 1861 von Friedrich Altendorf gebaut. Sie wurde 1953 von E. Kemper & Sohn umgebaut. Im Jahr 1955 ging das Eigentum am Kirchengebäude gemäß Loccumer Vertrag vom Land auf die Kirchengemeinde über. 1972 wurde sie von den Gebrüdern Hillebrand restauriert und 2002 von Rowan West rekonstruiert. Das Taufbecken aus Bronze hat Ghert Klinghe 1454 gegossen.

## Kirchengemeinde
Neben dem Kernort Harsefelds gehören auch noch die kleineren Ansiedlungen Depenrehmen, Griemshorst und Weißenfelde zur Kirchengemeinde. Die Gemeinde ist in zwei Pfarrbezirke aufgeteilt.